# Parathesis villosa
Parathesis villosa är en viveväxtart som beskrevs av Cyrus Longworth Lundell. Parathesis villosa ingår i släktet Parathesis och familjen viveväxter. Inga underarter finns listade i Catalogue of Life.